# Golăiești
Golăiești is een Roemeense gemeente in het district Iași.
Golăiești telt 3987 inwoners.